# Einsatzgeschwader 1
| Einsatzgeschwader 1 — EG 1 — |
| ---------------------------- |

Das Einsatzgeschwader 1 (englisch: Air Force Operational Wing 1) war von August 1995 bis August 2001 ein zeitlich befristet aufgestelltes Tornado-Geschwader der Luftwaffe und zu Beginn Teil des Unterstützungskontingents für den multinationalen Schnellen Einsatzverband der Vereinten Nationen zum Schutz der UNPROFOR-Einheiten im früheren Jugoslawien und später aktiv an NATO-Militäroperationen beteiligt.

## Struktur und Stationierung
Das am 30. Juni 1995 aufgestellte Einsatzgeschwader 1 setzte sich hauptsächlich aus Teilen des Jagdbombergeschwaders 32 und dem Aufklärungsgeschwader 51 „Immelmann“ zusammen und wurde am 21. Juli 1995 auf dem Militärflugplatz Piacenza, Italien, stationiert. Aufgestellt wurde das Geschwader unter dem Kommandeur des deutschen NATO-Kontingents AIRSOUTH in Vicenza unter Führung von Oberst Johann-Georg Dora, dem ersten Kommodore des Geschwaders.

## Auftrag
Die zeitweise bis zu vierzehn Recce-Tornados für Luftaufklärung und ECR zur Unterdrückung feindlicher Luftabwehr waren im Rahmen der Operation Deliberate Force (1995), zur Unterstützung von IFOR (1995–1996) und SFOR (1996–2001) sowie bei der Operation Allied Force (1999) eingesetzt.
Die Tornado ECR schützten die Flugzeuge der NATO-Verbündeten gegen radargeführte Luftverteidigungsstellungen. Hierzu mussten sie als erste in das Kampfgebiet einfliegen, um gegnerische bodengebundene Luftverteidigung zu identifizieren und mit Hilfe von Anti-Radar-Raketen auszuschalten.
Die Aufklärungsergebnisse der Recce-Tornados halfen unter anderem dabei, die Planung und Durchführung der Missionen effektiver zu gestalten.

## Statistik des Einsatzes
| Panavia Tornado                     | UNPROFOR       | IFOR            | SFOR           | Gesamt    |
| ----------------------------------- | -------------- | --------------- | -------------- | --------- |
| Zeitraum                            | 8/1995–12/1995 | 12/1995–12/1996 | 12/1996–8/2001 | 1995–2001 |
| ECR (elektronische Kampfaufklärung) | 490            | 1006            | 1063           | 2559      |
| RECCE (optische Kampfaufklärung)    | 422            | 1087            | 3206           | 4715      |
| Gesamt                              | 912            | 2093            | 4269           | 7274      |